# Charles Baud (historien)
Pour les articles homonymes, voir Baud.
Charles Baud est historien du droit, spécialiste de l'ordonnance de Villers-Cotterêts.

## Travaux
Ses recherches s'inscrivent dans une histoire de la législation et de la construction de l'Etat moderne. Le texte de François Ier serait un véritable mythe à déconstruire,, à rebours du récit officiel selon lequel il aurait participé d'une politique linguistique,,,, quoique non opposé au projet d'une Cité internationale de la langue française.
Dans Le Mythe et l'Exactitude. L'ordonnance de Villers-Cotterêts à l'époque moderne, il rappelle qu'il s'agit avant tout d'un texte de procédure civile et criminelle. Le célèbre article 111, qui énonce l'obligation d'user du français dans les actes de justice, ne se comprend qu'au regard de l'article 110, à l'origine de l'objectif de valeur constitutionnelle d'accessibilité et d'intelligibilité de la loi. La priorité restait de remédier aux lenteurs de la justice par la prévention des contentieux. Certaines dispositions seraient à l'origine d'une justice expéditive, la procédure pénale réformée apparaissant en défaveur des accusés.

## Publications
- Le Mythe et l'Exactitude. L'ordonnance de Villers-Cotterêts à l'époque moderne, Classiques Garnier, Bibliothèque d'Histoire de la Renaissance, 2024.
- « Entre pluralisme juridique et désobéissance volontaire. Les causes de l’effectivité partielle de l’ordonnance de Villers-Cotterêts au XVIe siècle », La désobéissance à la loi à l’époque moderne (XVIe‑XVIIIe siècle), dir. Damien Salles, LGDJ, 2023, p. 125-137.
- « Force normative, force symbolique. Le Conseil d’État, la cour de cassation et l’ordonnance de 1539 », La force du droit, Presses universitaires de Sceaux, 2022, p. 109‑118.
- « L’ordonnance de Villers-Cotterêts : mythification d’une loi, déconstruction d’un mythe », Mémoires de la Fédération des Sociétés d’Histoire et d’Archéologie de l’Aisne, t. LXIV , 2019, p. 11‑29.
- Commenter l’ordonnance de Villers-Cotterêts (1539-1681), École nationale des Chartres, 2018 (lire en ligne)

## Prix
- Prix solennel de la Chancellerie des Universités de Paris[12].